# (1601) Patry
(1601) Patry es un asteroide que forma parte del cinturón de asteroides y fue descubierto por Louis Boyer el 18 de mayo de 1942 desde el observatorio de Argel-Bouzaréah, Argelia.

## Designación y nombre
Patry se designó al principio como 1942 KA.
Más tarde, fue nombrado en honor del astrónomo francés André Patry (1902-1960).

## Características orbitales
Patry está situado a una distancia media de 2,235 ua del Sol, pudiendo acercarse hasta 1,946 ua. Su excentricidad es 0,1292 y la inclinación orbital 4,94°. Emplea 1220 días en completar una órbita alrededor del Sol.